# Ministère de l'Alimentation, de l'Agriculture et de la Pêche
Pour les articles homonymes, voir Ministère de l'Agriculture.
Le  ministère de l'Alimentation, de l'Agriculture et de la Pêche est un ministère danois qui supervise la politique agricole du pays. Il est dirigé par Jacob Jensen depuis le 15 décembre 2022.

## Historique
Le portefeuille de l'Alimentation est rajouté au ministère de l'Agriculture et de la Pêche le 30 décembre 1996.
Le 2 mai 2018, le ministère de la Pêche est de nouveau séparé du ministère de l'Alimentation et de l'Agriculture.
Entre 2019 et 2020, son titulaire est également ministre de la Coopération nordique et de l'Égalité des chances.

## Liste des ministres
| Nom | Nom                    | Gouvernement                                   | Début du mandat   | Fin du mandat     |
| --- | ---------------------- | ---------------------------------------------- | ----------------- | ----------------- |
|     | Erik Eriksen           | Buhl II                                        | 5 mai 1945        | 7 novembre 1945   |
|     | Erik Eriksen           | Kristensen                                     | 7 novembre 1945   | 13 novembre 1947  |
|     | Kristen Bording        | Hedtoft I                                      | 13 novembre 1947  | 30 octobre 1950   |
|     | Henrik Hauch           | Eriksen                                        | 30 octobre 1950   | 13 octobre 1951   |
|     | Jens Sønderup          | Eriksen                                        | 13 octobre 1951   | 30 septembre 1953 |
|     | Jens Smørum            | Hedtoft II et Hansen I                         | 30 septembre 1953 | 28 mai 1957       |
|     | Karl Skytte            | Hansen II, Kampmann I et Kampmann II et Krag I | 28 mai 1957       | 26 septembre 1964 |
|     | Christian Thomsen      | Krag II                                        | 26 septembre 1964 | 2 août 1968       |
|     | Peter Larsen           | Baunsgaard                                     | 2 août 1968       | 7 juillet 1970    |
|     | Henry Christensen      | Baunsgaard                                     | 7 juillet 1970    | 11 octobre 1971   |
|     | Ib Frederiksen         | Krag III et Jørgensen I                        | 11 octobre 1971   | 6 décembre 1973   |
|     | Niels Anker Kofoed     | Hartling                                       | 6 décembre 1973   | 13 février 1975   |
|     | Poul Dalsager          | Jørgensen II                                   | 13 février 1975   | 30 août 1978      |
|     | Niels Anker Kofoed     | Jørgensen III                                  | 30 août 1978      | 26 octobre 1979   |
|     | Poul Dalsager          | Jørgensen IV                                   | 26 octobre 1979   | 20 janvier 1981   |
|     | Bjørn Westh            | Jørgensen IV et V                              | 20 janvier 1981   | 10 septembre 1982 |
|     | Niels Anker Kofoed     | Schlüter I                                     | 10 septembre 1982 | 12 mars 1986      |
|     | Britta Schall Holberg  | Schlüter I                                     | 12 mars 1986      | 10 septembre 1987 |
|     | Laurits Tørnæs         | Schlüter II, III et IV                         | 10 septembre 1987 | 25 janvier 1993   |
|     | Bjørn Westh            | Nyrup Rasmussen I                              | 25 janvier 1993   | 27 septembre 1994 |
|     | Henrik Dam Kristensen  | Nyrup Rasmussen II, III et IV                  | 27 septembre 1994 | 23 février 2000   |
|     | Ritt Bjerregaard       | Nyrup Rasmussen IV                             | 23 février 2000   | 27 novembre 2001  |
|     | Mariann Fischer Boel   | Fogh Rasmussen I                               | 27 novembre 2001  | 2 août 2004       |
|     | Hans Christian Schmidt | Fogh Rasmussen I et II                         | 2 août 2004       | 12 septembre 2007 |
|     | Eva Kjer Hansen        | Fogh Rasmussen II et III Løkke Rasmussen I     | 12 septembre 2007 | 23 février 2010   |
|     | Henrik Høegh           | Løkke Rasmussen I                              | 23 février 2010   | 3 octobre 2011    |
|     | Mette Gjerskov         | Thorning-Schmidt I                             | 3 octobre 2011    | 9 août 2013       |
|     | Karen Hækkerup         | Thorning-Schmidt I                             | 9 août 2013       | 12 décembre 2013  |
|     | Dan Jørgensen          | Thorning-Schmidt I et II                       | 12 décembre 2013  | 28 juin 2015      |
|     | Eva Kjer Hansen        | Løkke Rasmussen II                             | 28 juin 2015      | 29 février 2016   |
|     | Esben Lunde Larsen     | Løkke Rasmussen II et III                      | 29 février 2016   | 2 mai 2018        |
|     | Mogens Jensen          | Frederiksen I                                  | 27 juin 2019      | 19 novembre 2020  |
|     | Rasmus Prehn           | Frederiksen I                                  | 19 novembre 2020  | 15 décembre 2022  |
|     | Jacob Jensen           | Frederiksen II                                 | 15 décembre 2022  | en cours          |